# Селце (община Лития)
Вижте пояснителната страница за други значения на Селце.
Селце (на словенски: Selce) е село в Словения, регион Средна Словения, община Лития. Според Националната статистическа служба на Република Словения през 2015 г. селото има 5 жители.